# Miran Rybář
Miran Rybář, slovenski ekonomist, * 17. februar 1901, Trst, † 21. avgust 1977, Beograd.

## Življenje in delo
Rodil se je v družini odvetnika in politika Otokarja in gospodinje Terezine Rybář rojene Kastelic. V rojstnem kraju je obiskoval ljudsko šolo in do 6. razreda leta 1918 nemško gimnazijo, v šolskem letu 1918/1919 slovensko srednjo šolo ter v šolskem letu 1919/1920 v Mariboru končal gimnazijo. Nato je na Dunaju študiral na Visoki šoli za mednarodno trgovino in se po diplomi 1923 vrnil k očetovi družini na Bled in v Ljubljano. Po Rapalski pogodbi je vsa družina optirala za Kraljevino Srbov, Hrvatov in Slovencev. 
Kasneje se je z očetovo družino preselil v Beograd. Tu se je najprej zaposlil pri podružnici Prve hrvaške štedionice (hranilnice). Nato je bil v letih 1925−1937 zaposlen pri Angleško-češki kreditni banki, od 1937 do 1941 pa je bil delegat pri družbi PRIZAD (Priviligirana delniška družba za izvoz deželnih pridelkov) v Istanbulu. Ta družba se je ukvarjala tudi s prodajo opija. Leta 1938 je sodeloval na jugoslovansko-turški konferenci za prodajo in cene opija.  
Ob napadu skupine držav leta 1941 na Kraljevino Jugoslavijo je kot rezervni častnik stopil v kraljevo vojsko. Begunska vlada ga je napotila v Jeruzalem, kjer je pod okriljem britanskega poveljstva nastajala jugoslovanska kraljeva vojska na Bližnjem vzhodu. Iz Jeruzalema je prišel v Kairo, kjer se je povezal s člani Odbora Jugoslovanov iz Italije, predvsem z Ivanom M. Čokom in Ivanom Rudolfom. S pooblastilom britanskega poveljstva je obiskoval taborišča za vojne ujetnike in tam novačil primorske fante, ki so kot italijanski vojaki padli v britansko ujetništvo, da se mu pridružijo v jugoslovanski bataljon, ki je deloval v sestavu britanske VIII. armade v Severni Afriki. Z naraščanjem in uspehi partizanskega gibanja v domovini pa se je večala tudi propaganda v tujini. Tako se je leta 1944 večina primorskih vojakov odločila, da se pridruži narodnoosvobodilni borbi. Tudi Miran Rybář se je oktobra 1944 odločil za odhod v domovino. V Gravini se je pridružil prekomorski brigadi NOV in s skupino primorskih vojakov odšel v Split, kjer je bila 23. decembra 1944 ustanovljena 5. prekomorska brigada »Ivan Turšič«. Po koncu vojne je bil demobiliziran in se je vrnil v Beograd. Tu ga je OZNA aretirala. Pol leta je preživel v zaporu. Po prihodu iz zapora se je zaposlil na finančnem ministrstvu, kjer je bil član urada za zaščito jugoslovanske lastnine v tujini. Leta 1948 je sodeloval z jugoslovansko delegacijo na pogajanjih o medvojnih terjatvah Jugoslavije do Madžarske v Budimpešti. Od leta 1951 do upokojitve 1959 pa je bil v Beogradu zaposlen v Narodni banki Jugoslavije. 